# هاکومی و میکوچی
هاکومی و میکوچی (ハクメイとミコチ, Hakumei to Mikochi) یک مجموعه مانگای ژاپنی اثر تاکوتو کاشیکی است. این مانگا از سال ۲۰۱۱ و در مجلهٔ فلوز! (با نام جدید هارتا) از انتشارات اینتربرین در حال انتشار است و در دوازده جلد تانکوبون جمع‌آوری شده است. یک سریال تلویزیونی انیمه ۱۲ قسمتی بر پایه مانگا توسط استودیوی لرچ دستمایه اقتباس قرار گرفت که از ۱۲ ژانویه تا ۳۰ مارس ۲۰۱۸ پخش شد. یک اووی‌ای نیز در دومین جلد دیسک بلوری/دی‌وی‌دی منتشر شده در ۲۷ ژوئن ۲۰۱۸ گنجانده شد.

## خلاصه داستان
در یک جنگل مرموز در دنیایی که انسان‌هایی با قد چند اینچ و حیوانات سخنگو در آن زندگی می‌کنند، داستان بر زندگی آرام روزمره و ماجراهای دو تن از آن زن‌های کوچک متمرکز است که با هم در خانه‌ای روی درخت زندگی می‌کنند.